# Sommerakademie Neuburg
Die Sommerakademie ist ein jährlich in Neuburg an der Donau stattfindendes Bildungsangebot und zugleich ein Festival für Bildende Kunst, Alte Musik, Klassik, Weltmusik, Theater und Jazz. Sie  wurde 1978 gegründet und gehört mit ihrem interdisziplinären Workshopangebot zu den größten und ältesten Sommerakademien Deutschlands.

## Akademie
Die Sommerakademie Neuburg an der Donau ist eine Bildungseinrichtung, die seit 1978 regelmäßig während der Sommerferien in Bayern stattfindet. Sie bietet ein- und zweiwöchigen Unterricht bei Dozenten und Professoren aus dem künstlerisch-musischen Bereich an. Künstler, Musiker, Kunst- und Musikstudenten, Lehrer und kunstinteressierte Laien nutzen die Möglichkeit, ihren Beruf, das Studium oder das Hobby durch den professionellen Unterricht zu ergänzen. Während der Akademiewochen kommen die Dozenten und Teilnehmer aus dem In- und Ausland und besuchen einen der durchschnittlich 40 Kurse.
Die Akademie wird zu großen Teilen durch die Stadt Neuburg finanziert und wird derzeit vom Neuburger Amt für Kultur und Tourismus unter Gesamtleitung der Kulturwissenschaftlerin Kathrin Jacobs sowie von vier wissenschaftlich-künstlerischen Leitern aus den Bereichen Klassik (Alexander Suleiman), Jazz (Sven Faller) Alte Musik (Xenia Löffler) und Bildende Kunst (Genua Scharmberg) organisiert.

## Kurse
Ein Schwerpunkt der Kurse liegt im Bereich der Bildenden Kunst. Dazu gehören unter anderem Malerei- und Zeichenkurse, Fotografie und Bildhauerei. Ergänzt werden die praktischen Kurse durch Vorlesungen und Theorievorträge.
Außerdem werden zahlreiche Musikkurse aus den Bereichen Klassik, Jazz und Alte Musik angeboten, darunter Kurse für Blockflöte, Cembalo, Gambe, Gesang, Gitarre, Bass, Klavier, Laute, Marimba, Bandoneon, Saxophon, Schlagzeug, Traversflöte, Klarinette, Trommeln, Violine, Viola und Violoncello. Dozenten- und Teilnehmerkonzerte runden das Begleitprogramm ab.
Neben der Erwachsenenbildung gibt es zugleich eine Kinder- und Jugendakademie, sowie ein Theaterworkshop für Jugendliche, der seit einigen Jahren im Stadttheater Neuburg gegeben wird. In den letzten Jahren wurden jährlich rund 130 Kinder und Jugendliche im Alter zwischen 6 und 16 Jahren von Studenten und Absolventen des Mozarteums Salzburg (Fakultät Kunstpädagogik) betreut. Schwerpunkte sind: Malen und Zeichnen, Basteln, Holzbildhauerei, Tonarbeiten, u. a.

## Biagio-Marini-Wettbewerb
Beim jährlichen Biagio-Marini-Wettbewerb, der seit 1998 während der Sommerakademie in Neuburg an der Donau stattfindet und von Georg Brunner gegründet worden ist, treffen sich junge Ensembles für Alte Musik zu einem dotierten Wettstreit. Nach einem öffentlichen Vorspiel werden Preisgelder von 2000 Euro (1. Platz), 1000 Euro (2. Platz) und 500 Euro (Publikumspreis) durch eine Fachjury und das Publikum vergeben. Die Veranstaltung findet im historischen Kongregationssaal in der Neuburger Altstadt statt.

## Förderverein Sommerakademie
1994 gründete sich der Förderverein zur ideellen und finanziellen Unterstützung der Sommerakademie. Hierbei finanziert der Verein Stipendien an Schüler und Studenten und stellt Geräte, Musikinstrumente und Arbeitsmaterial bereit. Die Mitglieder sind am organisatorischen Ablauf der Veranstaltungen beteiligt.